# Frédéric Saillot
Frédéric Saillot, né Jean Baptiste Saillot à Coupvray le 1er octobre 1881 et mort à une date inconnue, est un coureur cycliste français.

## Palmarès
- 1908
  - 2e de Paris-Tours

### Résultats sur le Tour de France
- 1906 : abandon (1re étape)
- 1909 : abandon (12e étape)
- 1910 : 20e
- 1911 : abandon (5e étape)